# Mount Elgon Nationalpark (Uganda)
 Ikke at forveksle med Mount Elgon Nationalpark (Kenya).
Mount Elgon Nationalpark (engelsk: Mount Elgon National Park) er en nationalpark tæt ved Mbale i det østlige Uganda som omfatter et areal på 1.145 km² af området omkring vulkanen Mount Elgon . Bjergets højeste top på 4.321 moh. ligger i området.
Nationalparken, som blev oprettet i 1992, er Ugandas fjerdestørste.  Et område på 2.151,47 km² blev udpeget som biosfærereservat i 1983.

## Eksterne kilder og henvisninger
1. ↑  Mount Elgons nationalpark Arkiveret 24. december 2007 hos  Wayback Machine hos UWA
2. ↑  Mount Elgon Biosphere Reserve, Uganda unesco.org hentet 8. april 2023

- ProjectElgon Arkiveret 8. februar 2009 hos  Wayback Machine

01°08′N 34°33′Ø / 1.133°N 34.550°Ø